# Programa de Erlangen
O Programa de Erlangen (Erlanger Programm, em alemão) é um texto do matemático alemão Felix Klein, originalmente publicado em 1872. Foi a sua dissertação inaugural como docente de Matemática da Universidade de Erlangen, na Alemanha. Embora o texto em questão seja conhecido por Programa de Erlangen, o seu título é Vergleichende Betrachtungen über neuere geometrische Forschungen (Considerações comparativas sobre as pesquisas geométricas modernas).
Naquele programa, Klein examina a evolução do conceito de Geometria e propõe unificar as diferentes teorias geométricas recorrendo ao conceito de grupo de simetrias. Cada Geometria (projectiva, afim, etc.) estuda um espaço munido de um grupo de simetrias; mais precisamente, estuda as propriedades do espaço que são invariantes relativamente àquelas simetrias. Assim, por exemplo, a Geometria projectiva estuda as propriedades do espaço projectivo que são invariantes relativamente ao grupo das transformações projectivas.
Nas palavras de Klein:

Dados uma variedade e um grupo de transformações sobre ela, devem ser pesquisadas aquelas propriedades das ﬁguras pertencentes a essa variedade que não mudam pelas transformações do grupo.
Esta abordagem à Geometria pode parecer banal actualmente, mas foi revolucionária na altura, embora se possa argumentar que os trabalhos contemporâneos de Sophus Lie e dos seus alunos fizeram mais pela divulgação deste tipo de ideias do que o Programa de Erlangen; aliás, o próprio Klein reconheceu que o Programa pouca divulgação teve nos primeiros vinte anos após a sua publicação.